# Jessica Vall
Jessica Vall Montero (ur. 22 listopada 1988 w Barcelonie) – hiszpańska pływaczka specjalizująca się w stylu klasycznym, brązowa medalistka mistrzostw świata (2015) i dwukrotna wicemistrzyni Europy.

## Kariera pływacka
W 2013 roku na mistrzostwach świata w Barcelonie zajęła 13. miejsce na dystansie 200 m stylem klasycznym, uzyskawszy w półfinale czas 2:27,00. W konkurencji 50 m stylem klasycznym z czasem 31,77 uplasowała się na 26. pozycji.
Rok później, podczas mistrzostw Europy w Berlinie zdobyła brązowy medal na 200 m żabką (2:24,08). Na dystansie dwukrotnie krótszym zajęła czwarte miejsce (1:07,51).
Na mistrzostwach świata w Kazaniu w konkurencji 200 m stylem klasycznym uzyskała czas 2:22,76 ex aequo z rekordzistką świata Dunką Rikke Møller Pedersen i Chinką Shi Jinglin i zdobyła brązowy medal. W półfinale 100 m żabką z czasem 1:08,02 zajęła 16. miejsce. Płynęła także w sztafecie 4 × 100 m stylem zmiennym (16. miejsce).
W 2016 roku podczas mistrzostw Europy w Londynie wywalczyła srebrny medal na dystansie 200 m stylem klasycznym, w finale uzyskawszy czas 2:22,56.
Kilka miesięcy później reprezentowała Hiszpanię na igrzyskach olimpijskich w Rio de Janeiro. W konkurencji 200 m żabką odpadła w półfinale, plasując się na dziesiątym miejscu z czasem 2:24,22. Na dystansie 100 m stylem klasycznym zajęła w półfinale 16. miejsce (1:07,55) i nie zakwalifikowała się do finału.